# تأريخ عام 754

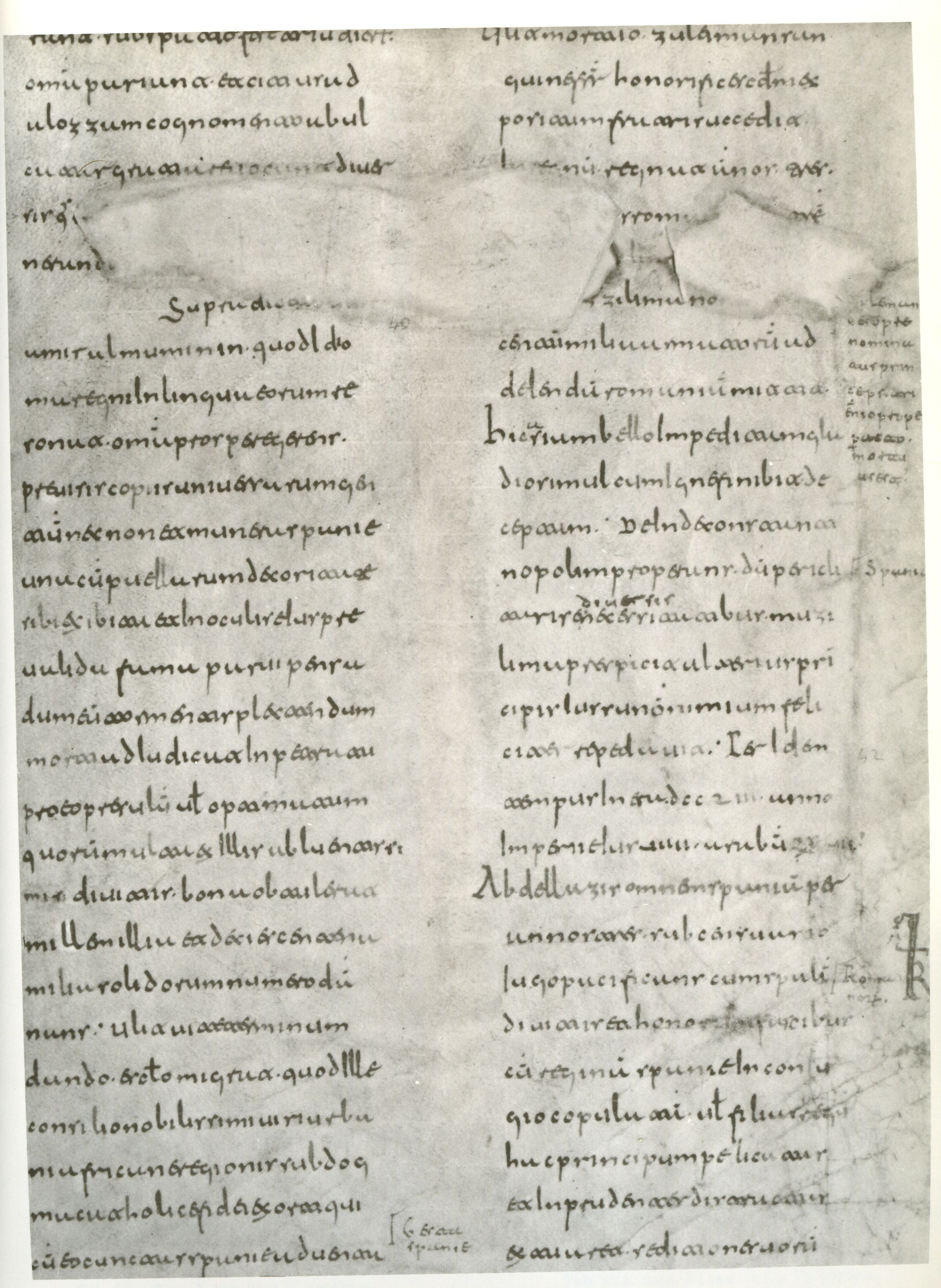

تأريخ عام 754 (بالإنجليزية: Chronicle of 754)‏ هو تأريخ كتب عام 754 م باللاتينية من 59 قسم، في الأندلس.

## المؤلف
مؤلف هذا التأريخ مؤرخ مستعرب مجهول، عاش تحت الحكم العربي في شبه جزيرة أيبيريا. منذ القرن السادس عشر، نسب هذا التأريخ إلى أسقف غير معروف، يدعى «إيزيدور الباجي» ومع الوقت أصبح ذلك أمر مسلم به على نطاق واسع. هناك أيضًا خلاف على المكان الذي كتب فيه التأريخ. فيرى المؤرخ تيلهان أنها كتبت في قرطبة. فيما اعتقد مومسين أنها كتبت في طليطلة. وفي دراسة حديثة للوبيث بيريرا رفض كلا الفرضين وقال بأنها كتبت في مدينة صغيرة غير محددة في جنوب شرق إسبانيا.

## المحتوى
يغطي التأريخ الفترة من عام 610 إلى عام 754 م، التي لم تغطها سوى عدد قليل من المصادر للتأكد من صحتها. البعض يعتبرها أحد أفضل المصادر لتاريخ مرحلة ما بعد القوط الغربيين وعن قصة الغزو الإسلامي لأيبيريا وجنوب فرنسا. وقد اعتمد عليها المؤرخ روجر كولينز في كتابه «الفتح العربي لإسبانيا، 711-797» عام 1989، ليكون أول مؤرخ حديث يعتمد عليها كمصدر أساسي للتأريخ. ويعد هذا التأريخ أكثر المصادر تفصيلاً في تناول معركة بلاط الشهداء.
هذا التأريخ هو استكمال لتأريخ أسبق، وقد بقي منه ثلاثة مخطوطات، أقدمها ترجع للقرن التاسع، وهي موزعة بين المكتبة البريطانية والأكاديمية الملكية للتاريخ في مدريد. أما المخطوطتين الأخريين فترجعان إلى القرنين الثالث عشر والرابع عشر. نشر تأريخ عام 754 م للمرة الأولى بأكمله في بنبلونة عام 1615 وترجم إلى اللغة الإسبانية من قبل خوسيه إدواردو لوبيث بيريرا. كما ترجمه إلى الإنجليزية كينيث باكستر وولف ضمن كتابه «الفاتحين ومؤرخو إسبانيا في العصور الوسطى المبكرة» عام 1990.